# Killer in Red
Killer in Red är en italiensk kortfilm från 2017 regisserad av Paolo Sorrentino med Clive Owen i huvudrollen. Den är baserad på en originalberättelse av J. Walter Thompson. Det är också en annons för Campari.

## Rollista
- Clive Owen
- Caroline Tillette
- Tim Ahern
- Linda Messerklinger
- Tom Ashley
- Steve Osborne
- Emily M. Bruhn
- Denise Capezza